# Dry Martina
Pour plus de détails, voir Fiche technique et Distribution.
Dry Martina est un film argentino-chilien, sorti en 2018.

## Synopsis
Martina Andrade est une chanteuse populaire argentine. Très libérée sexuellement elle devient subitement frigide à la suite d'une rupture amoureuse. Un soir Francisca, une jeune femme venue du Chili lui rend visite et prétend être sa demi-sœur. Elle lui dit aussi que son petit ami Cesar a retrouvé sa chatte égarée. Martina l'éconduit mais a un coup de foudre pour Cesar. Ils couchent ensemble mais il doit repartir au Chili. Martina prend alors l'avion pour le rejoindre.

## Fiche technique
- Titre français : Dry Martina
- Réalisation : Che Sandoval
- Scénario : Che Sandoval
- Musique : Gabriel Chwojnik et Slowkiss
- Pays d'origine : Chili - Argentine
- Genre : comédie dramatique
- Date de sortie : 2018

## Distribution
- Antonella Costa : Martina Andrade
- Patricio Contreras : Nacho
- Geraldine Neary : Francisca
- Pedro Campos : César
- Alvaro Espinoza : Juan
- Yonar Sanchez : Sam